# 韩至中
韩至中（1941年9月—），男，汉族，海南文昌人，中华人民共和国政治人物，曾任中共琼海市委书记、市长，海南省人民政府副省长，海南省人大常委会副主任。